# Selección de baloncesto de Siria
La selección de baloncesto de Siria es el equipo formado por jugadores de nacionalidad siria que representa a la Federación Siria de Baloncesto en las competiciones internacionales organizadas por la Federación Internacional de Baloncesto (FIBA) o el Comité Olímpico Internacional (COI): los Juegos Olímpicos, la Copa Mundial de Baloncesto y el Campeonato FIBA Asia.

## Historia
Fue creada en el año 1948 y es una de las selecciones de FIBA Asia más viejas del continente, aunque en sus primeros años de existencia solo lograba participar en los Juegos Árabes.
Su primera aparición en el Campeonato FIBA Asia fue en la edición de 1999 en Fukuoka, Japón, donde terminó en octavo lugar. Su mejor participación a nivel continental ha sido en la edición de 2001 en Shanghái, China donde terminó en cuarto lugar.

### EuroBasket 1949
Luego de que la Unión Soviética se negara a participar en el EuroBasket de 1949 por no querer ser el organizador del torneo, se le consultó a Checoslovaquia para organizarlo, pero no era viable por haber organizado la edición de 1947, por lo que finalmente se le consultó a Egipto para ser la sede, aceptando la idea.
Por lo difícil que le resultaba a los equipos europeos viajar a África para el torneo, solo unos pocos equipos hicieron el viaje completo, completando solo 5 equipos, por lo que se le consultó a Siria y Líbano si querían participar a pesar de pertenecer a Asia. Siria aceptó participar, donde ganaría uno y perdería 6 partidos de los 7 que jugó.

## Historial

### Copa Mundial
Resultado General: No ocupa puesto
| Copa Mundial de Baloncesto |
| --- |
| - 1950: No calificó - 1954: No calificó - 1959: No calificó - 1963: No calificó - 1967: No calificó - 1970: No calificó - 1974: No calificó - 1978: No calificó - 1982: No calificó - 1986: No calificó - 1990: No calificó - 1994: No calificó - 1998: No calificó - 2002: No calificó - 2006: No calificó - 2010: No calificó - 2014: No calificó - 2019: No calificó - 2023: No calificó - 2027: TBD |

### Juegos Olímpicos
| Baloncesto en los Juegos Olímpicos |
| --- |
| - Berlín 1936: No calificó - Londres 1948: No calificó - Helsinki 1952: No calificó - Melbourne 1956: No calificó - Roma 1960: No calificó - Tokio 1964: No calificó - México 1968: No calificó - Múnich 1972: No calificó - Montreal 1976: No calificó - Moscú 1980: No calificó - Los Ángeles 1984: No calificó - Seúl 1988: No calificó - Barcelona 1992: No calificó - Atlanta 1996: No calificó - Sídney 2000: No calificó - Atenas 2004: No calificó - Pekín 2008: No calificó - Londres 2012: No calificó - Río 2016: No calificó - Tokio 2020: No calificó - París 2024: No calificó |

### Campeonato FIBA Asia
| Campeonato FIBA Asia | Campeonato FIBA Asia | Campeonato FIBA Asia | Campeonato FIBA Asia | Campeonato FIBA Asia | Campeonato FIBA Asia |
| -------------------- | -------------------- | -------------------- | -------------------- | -------------------- | -------------------- |
| - 1960: No calificó  |                      | - 1983: No calificó  |                      | - 2005: No calificó  |                      |
| - 1963: No calificó  |                      | - 1985: No calificó  |                      | - 2007: 11° Lugar    |                      |
| - 1965: No calificó  |                      | - 1987: No calificó  |                      | - 2009: No calificó  |                      |
| - 1967: No calificó  |                      | - 1989: No calificó  |                      | - 2011: 9° Lugar     |                      |
| - 1969: No calificó  |                      | - 1991: No calificó  |                      | - 2013: No calificó  |                      |
| - 1971: No calificó  |                      | - 1993: No calificó  |                      | - 2015: No calificó  |                      |
| - 1973: No calificó  |                      | - 1995: No calificó  |                      | - 2017: 10° Lugar    |                      |
| - 1975: No calificó  |                      | - 1997: No calificó  |                      | - 2022: 12° Lugar    |                      |
| - 1977: No calificó  |                      | - 1999: 8° Lugar     |                      | - 2025: ?            |                      |
| - 1979: No calificó  |                      | - 2001: 4° Lugar     |                      |                      |                      |
| - 1981: No calificó  |                      | - 2003: 9° Lugar     |                      |                      |                      |

### EuroBasket
| EuroBasket |
| --- |
| - 1935: No participó - 1937: No participó - 1939: No participó - 1946: No participó - 1947: No participó - 1949: 6° Lugar - 1951: No participó - 1953: No participó - 1955: No participó - 1957: No participó - 1959: No participó - 1961: No participó - 1963: No participó - 1965: No participó - 1967: No participó - 1969: No participó - 1971: No participó - 1973: No participó - 1975: No participó - 1977: No participó - 1979: No participó - 1981: No participó - 1983: No participó - 1985: No participó - 1987: No participó - 1989: No participó - 1991: No participó - 1993: No participó - 1995: No participó - 1997: No participó - 1999: No participó - 2001: No participó - 2003: No participó - 2005: No participó - 2007: No participó - 2009: No participó - 2011: No participó - 2013: No participó - 2015: No participó - 2017: No participó - 2022: No participó - 2025: TBD |

## Palmarés
- Campeonato de Asia Occidental:
  -   Campeón (2): 1999, 2001
  -  Subcampeón (2): 2000, 2004
  -  Tercer lugar (4): 2008, 2010, 2011, 2014

- Juegos Panárabes:
  -   Campeón (1): 1992
  -  Subcampeón (3): 1953, 1957, 1997
  -  Tercer lugar (1): 1965

- Campeonato Árabe de Baloncesto:
  -   Campeón (1): 1992
  -  Subcampeón (2): 1991, 1997
  -  Tercer lugar (1): 1994

- Juegos de Asia Occidental:
  -  Tercer lugar (2): 2002, 2005

### Videos
- Philippines vs Syria HL Fiba Champions Cup 2011 Youtube.com video

- Datos: Q383971